# Самофал, Николай Ефимович
Николай Ефимович Самофал (3 января 1934, Неменущий, Центрально-Чернозёмная область — 23 ноября 1986, Старожиловский район, Рязанская область) — председатель колхоза «Россия» Старожиловского района Рязанской области, Герой Социалистического Труда (08.04.1971).

## Биография
Родился 3 января 1934 года на хуторе Неменущий Алексеевского района (ныне — Белгородской области).
Окончил Божковскую семилетнюю школу, сельскохозяйственный техникум и Московскую ветеринарную академию.
Работал главным ветеринарным врачом Старожиловского района Рязанской области.
С 1962 года — председатель колхоза «Россия» (центральная усадьба — деревня Ершово), крупнейшего в Старожиловском районе.
За успехи в развитии животноводства по итогам семилетки (1959—1965) награждён орденом Ленина.
В 1970 году в колхозе средняя урожайность зерновых составила 24,2 центнера. На 100 гектаров сельхозугодий было произведено 430 центнеров молока и 60 центнеров мяса.
В период его руководства были построены скотоводческий (на 1200 голов) и свиноводческий (на 6000 голов) комплексы, а также мехмастерские и объекты соцкультбыта — Дом культуры, посёлок Молодёжный, детский сад, проведены газ и водопровод.
За период с 1965 по 1982 год основные производственные фонды колхоза выросли в 5,8 раза и достигли 14 миллионов рублей. Денежный доход хозяйства составил в 1982 г. 3 млн 665 тыс. рублей.
Указом Президиума Верховного Совета СССР от 8 апреля 1971 года за выдающиеся успехи, достигнутые в развитии сельскохозяйственного производства и выполнении пятилетнего плана продажи государству продуктов земледелия и животноводства, присвоено звание Героя Социалистического Труда.
Награждён орденом Октябрьской Революции (11.12.1973), медалью «За трудовую доблесть» (08.01.1960), золотыми и серебряными медалями ВДНХ.
Делегат XXV съезда КПСС (1976).
Умер 23 ноября 1986 года. Похоронен в селе Столпцы Старожиловского района.